# Бикс

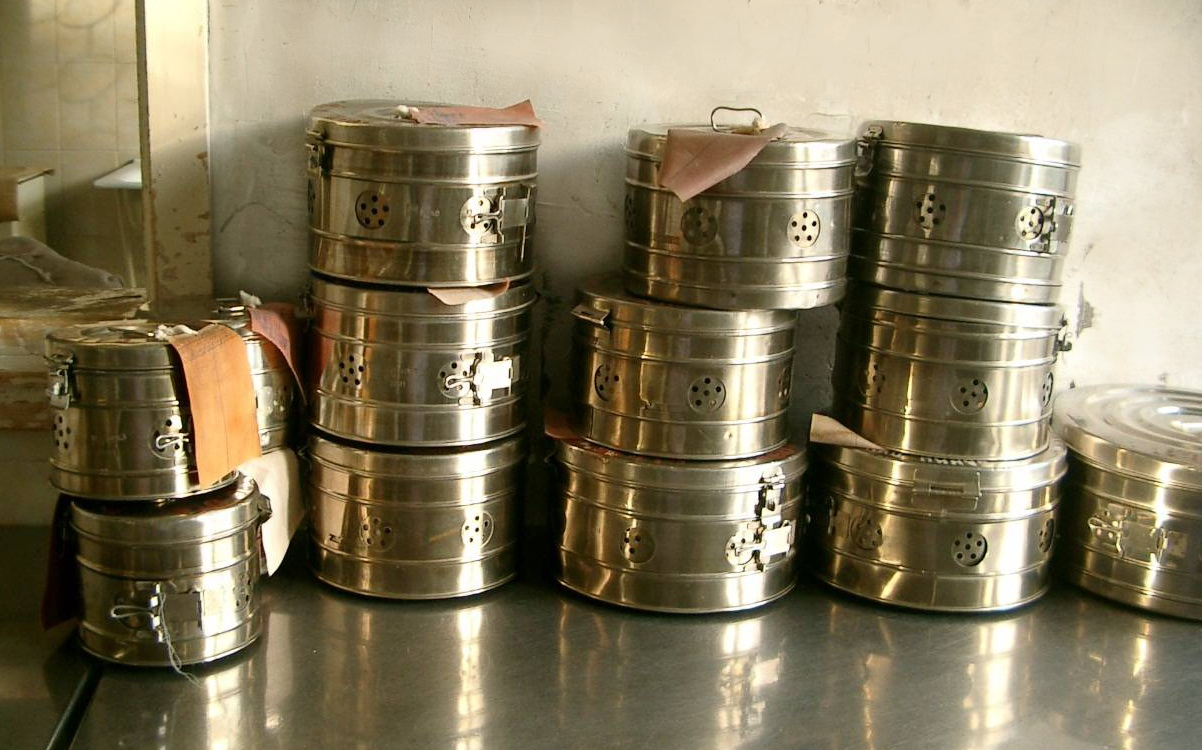
Группа биксов типа КСК в стерилизационной.

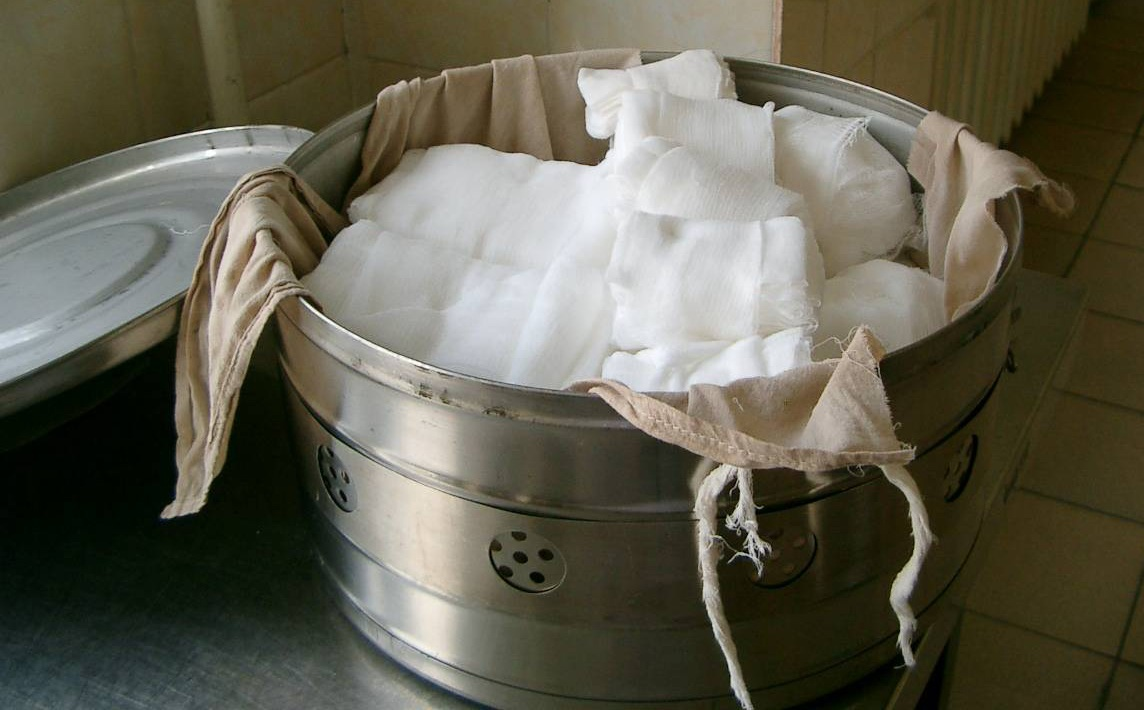
Открытый бикс типа КСК с уложенным перевязочным материалом.

Бикс (от нем. buchse — «банка», «жестянка»), стерилизационный контейнер, стерилизационный барабан — металлическая коробка для стерилизации материалов и инструментов медицинского назначения в паровых стерилизаторах (автоклавах) и хранения их в операционных и перевязочных.

## История
Во второй половине XIX в. в Москве Г. В. Мендель предложил применять цинковые коробки для помещения в них перевязочного материала при стерилизации. Позднее для инструментов при автоклавировании Браатц (E. Braatz) предложил проволочные корзинки (коробки Браатца), а Дюрссен (A. Diihrssen) — жестяные цилиндрические коробки с отверстиями по периметру, в днище и крышке. К. Шиммельбуш для стерилизации материалов применял четырехгранную коробку с решетчатым дном (коробка Шиммельбуша). Позднее, в середине XX века, на Тюменском заводе медицинских изделий, были разработаны и введены в производство стерилизационные коробки с фильтрами, сначала прямоугольные, затем круглые. В СССР стерилизационные коробки производились главным образом на Досчатинском заводе медицинского оборудования (ДЗМО) и Тюменском заводе медицинских изделий (ТЗМИ). Изготовлялись они по существовавшим тогда ГОСТ-402-41 Коробки стерилизационные круглые (биксы), а также ТУ.

## Виды стерилизационных коробок и их конструкция
Существует три типа стерилизационных коробок:
1. коробки стерилизационные круглые (КСК) — представляют собой металлический цилиндр с цельным днищем и крышкой, по окружности которого (примерно по средине или несколько ниже) имеются группы отверстий для проникновения пара, закрывающиеся подвижным металлическим поясом, который фиксируется специальным замком . Стерильность обрабатываемых изделий в биксах этого типа сохраняется в течение 3—5 суток. В настоящий момент, такие биксы практически полностью вышли из употребления, ввиду их малой способности сохранять стерильность.
2. коробки стерилизационные круглые с фильтрами (КСКФ, КФ) — отличаются от предыдущего типа цельным цилиндром (без отверстий) и наличием отверстий для проникновения пара в крышке и днище, с установленными на них фильтрами из текстильных материалов (фильтродиагональ, нетканая салфетка, отбельная бязь, миткаль, мадаполам и др.), по одному, с внутренней стороны, которые удерживаются металлическими пластинами с отверстиями (прижимами) и фиксируются на них при помощи винтов или стопорных замков . Фильтры меняются через 60 циклов стерилизации. Стерильность материалов биксы этого типа способны сохранять до 20—29 суток.
3. коробки стерилизационные прямоугольные с фильтром (КСПФ) (распространены значительно реже) — имеют те же конструктивные особенности, что и КСКФ, и отличаются лишь своей формой, при этом крышки их полностью съёмные, а ручки для переноски расположены на торцевых сторонах корпуса.

В конструкции стерилизационных коробок обоих типов предусмотрены ручка для их удержания, расположенная на крышке, и три металлические ножки на днище корпуса, обеспечивающие зазор, что даёт возможность проходить пару, при установке коробок друг на друга при стерилизации в автоклаве. Надежное соединение крышки и корпуса обеспечивается шарниром. После укладки стерилизуемых материалов, крышка фиксируется одним или двумя (в зависимости от размера коробки) замками, конструкция которых различна у разных моделей и зависит от завода-производителя. Крышки биксов типа КСКФ, КФ и КСПФ, могут быть укомплектованы резиновой или силиконовой трубкой-уплотнителем, обеспечивающей повышенную герметичность их соединения с корпусом.
Биксы изготавливают обычно из медицинской нержавеющей стали или никелированной латуни (редко).
Круглые стерилизационные коробки выпускаются объёмом 3, 6, 9, 12 и 18 дм3 и соответственно маркируются: КСК-3, КСКФ-12, КФ-6 и т. д. Прямоугольные стерилизационные коробки выпускаются объёмом только 12, 16 и 36 дм3 (КСПФ-12, КСПФ-16, КСПФ-36).
В полевых условиях, за неимением биксов, иногда используют конструкцию в виде металлического каркаса с натянутой на него тканью (обычно парусиной).

## Назначение
Биксы предназначены для размещения в них предметов и материалов медицинского назначения таких как: перевязочные материалы, термостойкие шприцы, операционное бельё, хирургические материалы, медицинские инструменты и другие предметы медицинского назначения с целью стерилизации их в паровых стерилизаторах (автоклавах) и доставки к месту использования, а также их стерильного хранения.

## Стерилизация в биксах
Стерилизация с применением биксов возможна только в паровых стерилизаторах (автоклавах). Для этого, бикс изнутри, обычно, выстилается слоем хлопчатобумажной ткани (чаще наволочкой), на которую укладывают стерилизуемые материалы и/или инструменты (от краёв к центру), после заполнения запахивают сверху концами ткани (наволочки), сверху кладут индикатор паровой стерилизации и закрывают крышку. У биксов типа КСК, перед укладкой открывают отверстия, путём смещения металлического пояса. После укладки, к ручке бикса прикрепляют клеёнчатую этикетку с наименованиями стерилизуемых изделий, а бикс устанавливают в стерилизационную камеру автоклава. Во время нахождения коробки в стерилизационной камере, пар под давлением, проходит через отверстия в её корпусе, циркулируя на поверхности твёрдых и в толще пористых материалов, уничтожает микроорганизмы, таким образом, обеспечивая их стерильность. После окончания цикла стерилизации, у биксов типа КСК немедленно закрывают паровые отверстия и фиксируют положение пояса замком, а на этикетке указывают дату стерилизации и ставят подпись оператора.
В операционных, перевязочных, процедурных кабинетах, крупные биксы часто устанавливают на специальные стойки-подставки, для быстрого открытия/закрытия их крышек, осуществляемого нажатием педали, чем обеспечивается быстрый доступ к их содержимому.

## Недостатки биксов
Стерилизация и хранение материалов и инструментов в биксах имеет ряд существенных недостатков:
1. Через неплотно прилегающую к корпусу крышку бикса, а также между корпусом и поясом внутрь бикса после стерилизации может проникать воздух и происходит реинфицирование изделий. Несколько лучшим образом, в этом отношении, обстоит дело со стерилизацнонными коробками с бактериальными фильтрами. Однако и они имеют ряд существенных конструктивных недостатков. Для герметизации коробок между крышкой и корпусом коробки используется прокладка из низкосортной резины, не выдерживающая длительного воздействия высокой температуры. Как правило, резиновая прокладка плохо закреплена в пазах крышки, выпадает из нее через несколько циклов стерилизации и коробки теряют свое назначение. Корпус коробки изготавливается из толстой нержавеющей стали. Вес таких коробок размером 30×30×60 см с полной загрузкой превышает иногда 12—15 кг. Поэтому использование их представляет большую проблему.
2. Детали стерилизационных коробок недостаточно прочны, часто отламываются петли, запорные устройства, легко деформируется корпус, что приводит к уменьшению надежности сохранения стерильности. Довольно часты случаи реинфицирования материалов в биксах при разгрузке, транспортировке, хранении (от 3,8 до 23%).
3. Еще один существенный минус биксов — необходимость отправлять весь инструмент и перевязочные материалы после вскрытия биксов  на повторную  стерилизацию, вне зависимости от того, были они использованы или нет.
4. В состав бязевых укладок входит ворс, который со временем может засорять систему стерилизатора. При этом бязь иногда требует дополнительной сушки, так как по завершении процесса стерилизации остается влажной, образуя идеальные условия для размножения и роста числа бактерий.